# Pohnpeistare
Pohnpeistare (Aplonis pelzelni) är en akut utrotningshotad fågel i familjen starar som enbart förekommer på en enda ö i västra Stilla havet.

## Utseende och läte
Pohnpeistaren är en liten (18 cm) och enfärgat mörk stare. Fjäderdräkten är mestadels matt sotbrun med något ljusare vingar och stjärt. Ögonirisen är mörk. Även en ung mikronesisk stare kan verka helmörk, men är större och har kraftigare näbb. Lätet beskrivs som ett gällt, klockliknande "see-ay".

## Utbredning och status
Fågeln återupptäcktes 1995 i bergen på Pohnpei efter 50 års frånvaro. Den har dock inte setts med säkerhet sedan dess. Arten minskade mycket kraftigt sedan 1930, möjligen på grund av habitatförlust, jakt och predation från införda råttor. Det finns dock ett antal obekräftade observationer och den kan fortfarande vara vid liv. IUCN kategoriserar arten som akut hotad.

## Namn
Fågelns vetenskapliga artnamn hedrar den österrikiske ornitologen August Pelzel Edler von Pelzeln (1825-1891).